# Breviea
Breviea là một chi thực vật thuộc họ Sapotaceae. Chi này có các loài sau (tuy nhiên danh sách này có thể chưa đủ):
- Breviea sericea, Aubrev. & Pellegr.